# Claudiney Ramos
Claudiney Ramos (Porecatu, 15 de marzo de 1980 - Sorocaba, 8 de julio de 2013) fue un futbolista brasileño que jugaba como centrocampista. Fue apodado Rincón, por su parecido físico con el exjugador de Corinthians, el colombiano Freddy Rincón.

## Clubes
| Equipo                           | País   | Año         |
| -------------------------------- | ------ | ----------- |
| Grêmio Barueri Futebol           | Brasil | 2004        |
| EC Taubaté                       | Brasil | 2004 - 2005 |
| Ceilândia EC                     | Brasil | 2005        |
| Santo André                      | Brasil | 2006        |
| Paulista                         | Brasil | 2007        |
| Guarani                          | Brasil | 2008-2009   |
| São Bernardo FC                  | Brasil | 2009-2010   |
| ASA                              | Brasil | 2010        |
| Macaé Esporte FC                 | Brasil | 2011        |
| União São João EC                | Brasil | 2012        |
| Capivariano FC                   | Brasil | 2012        |
| Associação Olímpica de Itabaiana | Brasil | 2012        |
| EC Avenida                       | Brasil | 2013        |

## Carrera internacional
Se nacionalizó con Guinea Ecuatorial a cambio de dinero y debutó el 14 de octubre de 2012 contra Congo DR.

## Muerte
Rincón había representado a Guinea Ecuatorial en junio de 2013, jugando tres partidos (dos eliminatorias de la Copa Mundial de la FIFA y uno amistoso) entre los días 5 y 16. Durante ese viaje, contrajo la malaria, pero sintió los síntomas sólo tres semanas más tarde, en Brasil. Fue hospitalizado en el hospital de Sorocaba, donde murió en la mañana del 8 de julio. Tenía 33 años.